# Survival of the Fittest (Mobb Deep)
Survival of the Fittest è il secondo singolo estratto dall'album dei Mobb Deep The Infamous. La canzone raggiunse il 69º posto nella Billboard Hot 100 e raggiunse la top 10 nella Hot Rap Singles. Per suono e contenuti la canzone è simile al precedente singolo, Shook Ones Pt. II.
Il remix della canzone comparve come bonus track sull'edizione del 2004 di The Infamous. Nel 2006 la canzone fu inclusa nella compilation/greatest hits Life of the Infamous: The Best of Mobb Deep. Campioni del pezzo sono presenti nei brani:
- Dance With the Devil di Immortal Technique da Revolutionary Vol. 1;
- Animal di AZ da The Format;
- War dei CunninLynguists da Southernunderground;
- Worst Comes to Worst di Dilated Peoples.

La canzone compare anche nel videogioco Marc Eckō's Getting Up: Contents Under Pressure.
Nel 2000 il gruppo musicale hardcore punk Sick of it All incise un remix in chiave rap metal del brano, incluso nella lista tracce della raccolta Loud Rocks.

## Tracce
Lato A
1. Survival of the Fittest [LP Version]
2. Survival of the Fittest [Remix]

Lato B
1. Survival of the Fittest [Extended Version]
2. Survival of the Fittest [Remix Instrumental]
3. Survival of the Fittest [Acappella]